# Kawanishi (Yamagata)
Kawanishi (川西町?) è una cittadina giapponese della prefettura di Yamagata.